# Quido Kocian
Quido Kocian (7. března 1874, Ústí nad Orlicí – 3. ledna 1928, Hořice v Podkrkonoší) byl sochař, patřící k předním představitelům českého umění přelomu 19. a 20. století. Jeho tvorbu lze charakterizovat jako originální formu symbolismu, pro niž je typická výrazná exprese a přítomné jsou v ní i secesní prvky. Filosoficky lze jeho umělecké sdělení považovat za existencialistické. Bývá řazen po bok dalších významných současníků – Františka Bílka, Ladislava Šalouna nebo Bohumila Kafky, s nimiž ho spojuje zájem o psychologii moderního člověka, o temné stránky jeho povahy a nejvnitřnější hnutí lidské duše. Oblíbený motiv smrti jej v pozdějších letech postavil též do role sochaře funerálních motivů.

## Biografie
Quido Kocian se narodil v Ústí nad Orlicí v rodině kameníka. Nejdříve studoval sochařskou a kamenickou školu v Hořicích. Ve studiu pokračoval na uměleckoprůmyslové škole v Praze. Kocian byl žákem Josefa Václava Myslbeka. Ještě během studií na uměleckoprůmyslové škole vytvořil své pojetí Myslbekova sousoší „Ctirad a Šárka“, které natolik uchvátilo tehdejší odbornou kritiku, že mu ve srovnání s jeho učitelem přisoudila větší uměleckou hodnotu. Kdosi tehdy napsal, že „žák přerostl svého učitele“. To byla pro Kociana medvědí služba, neboť do té doby jemu velmi příznivě nakloněný Myslbek se s ním rozešel. Rozchod se vykládá tak, že Myslbek byl tradicionalista a nové expresivní pojetí svého žáka mu nevyhovovalo. Daleko spíše se však zřejmě jednalo o záležitost ješitnosti. Skutečnost na Kociana natolik negativně zapůsobila, že přerušil studia a na nějaký čas opustil Prahu.
Během svých cest navštívil Itálii a Francii, kde se setkal s významnými osobnostmi tehdejšího sochařství, především pak s nejvýraznější z nich, Francouzem Augustem Rodinem. Po svém návratu vytvořil jedno ze svých nejvýznamnějších děl „Abelova smrt“, které mu svou originalitou vrátilo přátelství i náklonnost J. V. Myslbeka. Kocianova témata jsou výhradně tragická a umělecké vyjádření tvůrce velmi přesvědčivé a vyhýbající se schematismu[zdroj?]. Jak bylo řečeno jedním z jeho obdivovatelů „osobní lidská zkušenost je jím povýšena na samotný základ umění“. Nebál se ukázat tragické a negativní stránky člověka v plné své podstatě (např. „Válka“). Kocian se během života nedočkal docenění. Vzhledem k tomu, že nikdy neslevil ze svého přesvědčení a neopustil autenticitu ve svém výrazu, stal se posléze jedním z četných případů umělce, jemuž jeho genialita přinesla nevděk a odsun na vedlejší kolej. Jeho díla dlouho ležela zapomenuta v depozitářích nebo se povalovala v odkladových prostorách škol. První výstava jeho prací proběhla v dubnu až květnu 2005 v Obecním domě v Praze. O této výstavě natočila Jana Hádková televizní dokument. Část děl je vystavena v Galerii plastik v Hořicích.

## Vybraná díla
- Šárka (1897) v Galerii plastik v Hořicích, v Galerii moderního umění v Hradci Králové, v parku Javorka v České Třebové[2][3][4]
- Portrét Karla Bendla (1899)[2]
- Mateřský cit (1900)[2]
- Píseň hastrmana (1900)[2]
- Úděl umělce (1900)[2][3][4]
- Abelova smrt (též Mrtvý Abel) (1901) – před kamenosochařskou školou v Hořicích[2][3], později také u muzea v Ústí nad Orlicí
- Zapovězená láska (1901)[2][3]
- Život je boj (1902)[2][3]
- Nemocná duše (1903)[2][3]
- Smrt a Vzkříšení (1906) – hřbitovní portál v Hořících, modely v Galerii plastik v Hořicích[2][3]
- Idiot (1907)[2]
- Gigantova žena – Válka(1914)[2][3][4]
- Cikánka[3]
- Žalov[3]
- Jidáš[3]
- Raněný[3]
- Hold dětí Boženě Němcové – nerealizovaný návrh pomníku Boženy Němcové pro Ratibořice[3]

## Galerie

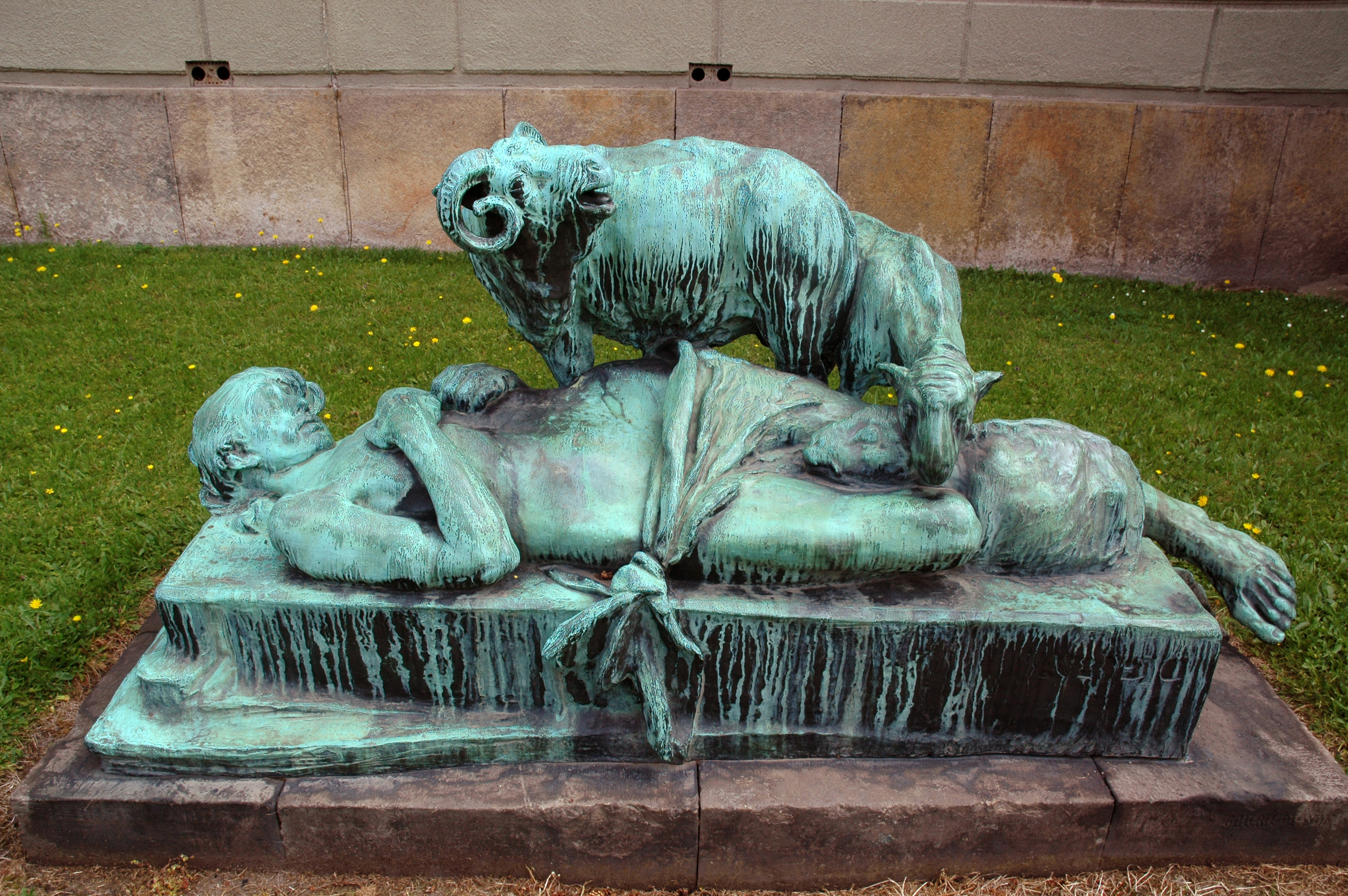
Mrtvý Ábel (1903)
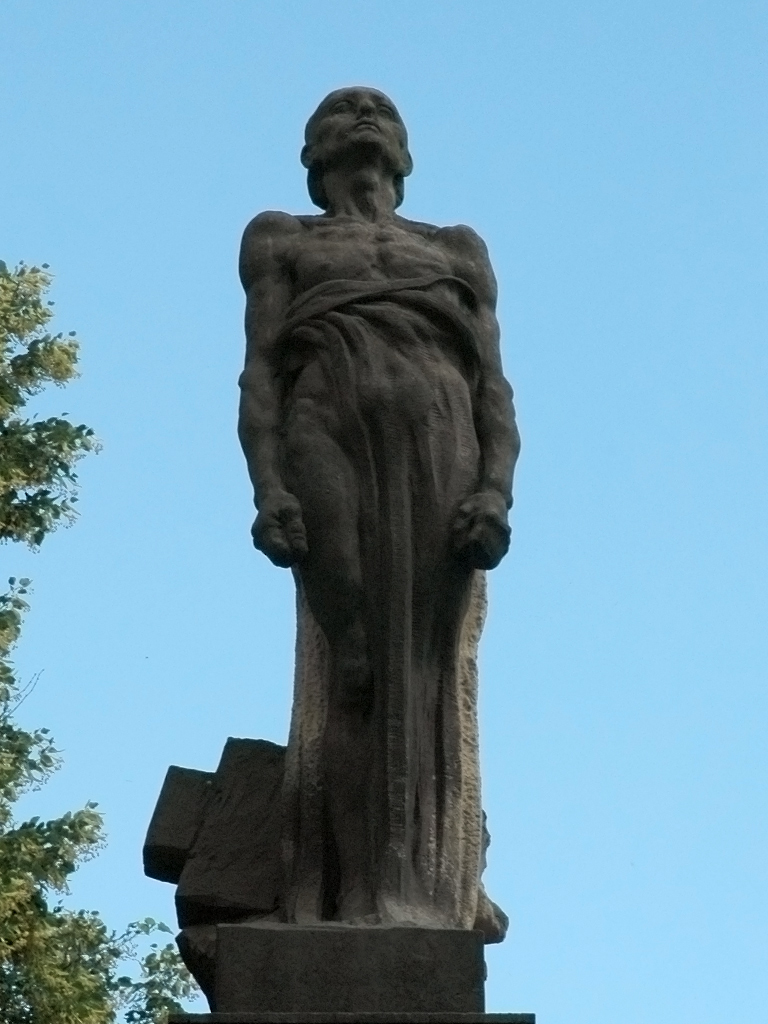
Vzkříšení (1907)
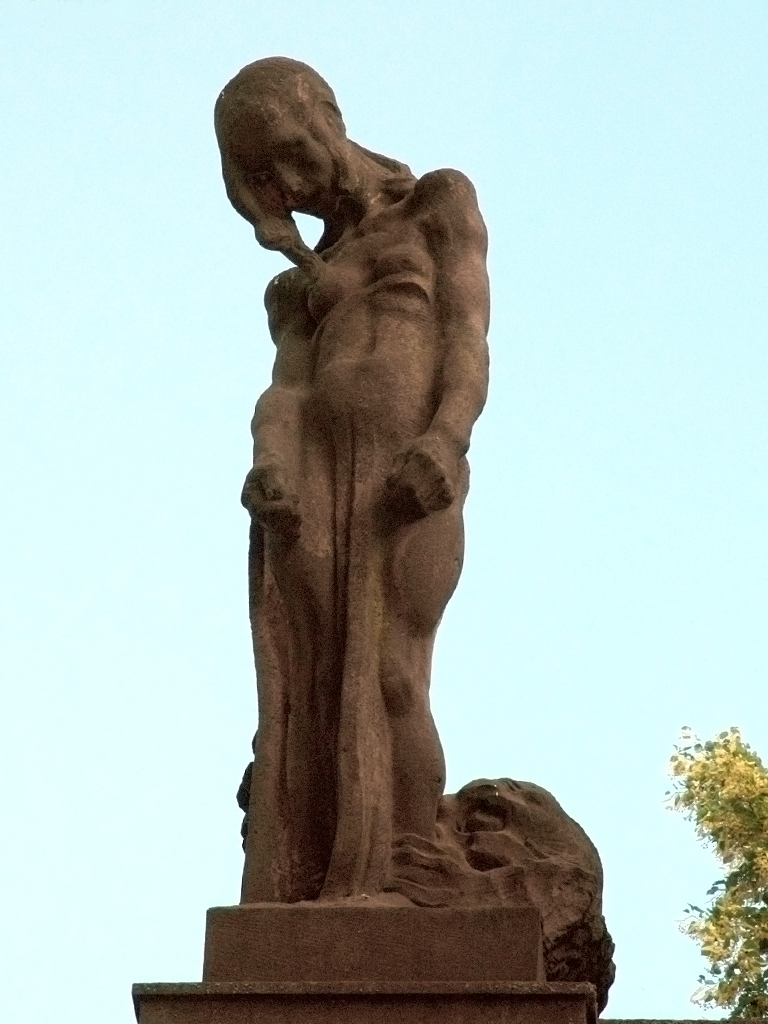
Smrt (1907)
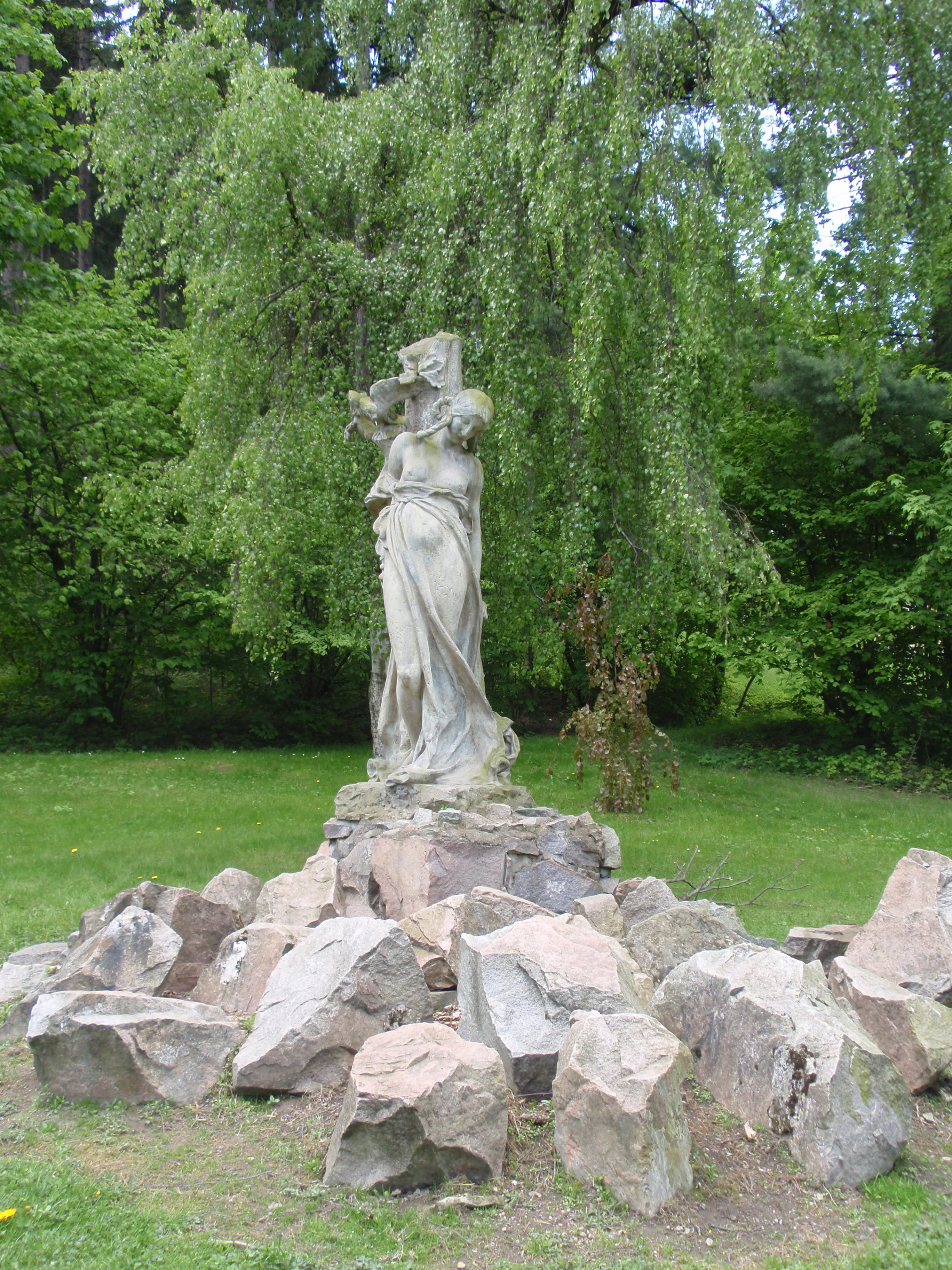
Šárka (1910)